# Bandeira da Libéria
A bandeira da Libéria, adotada em 24 de agosto de 1847, guarda semelhança com a bandeira dos Estados Unidos, para mostrar a origem dos ex-escravos que fundaram o país. A bandeira apresenta 6 faixas vermelhas e 5 faixas brancas intercaladas, e um quadrado azul com uma estrela branca solitária no cantão.

## Bandeiras históricas

Bandeira da Libéria de 1822 a 1847.

1. ↑  «Liberia National Flag | Made In UK». flagmakers.co.uk (em inglês). Consultado em 11 de julho de 2024